# Rassemblement pour le Mali
Pour les articles homonymes, voir RPM.
Le Rassemblement pour le Mali (RPM) est un parti politique malien créé par Ibrahim Boubacar Keïta en juin 2001 et dissous le 13 Mai 2025 par decret présidentiel. Le symbole du RPM est le tisserand. 
Le Rassemblement pour le Mali est membre de l’Internationale socialiste.

## Histoire
En octobre 2000, Ibrahim Boubacar Keïta, ancien Premier ministre, démissionne de l’Alliance pour la démocratie au Mali-Parti africain pour la solidarité et la justice (Adéùa-PASJ), parti politique du président Alpha Oumar Konaré qu’il présidait depuis 1994. Avec une partie des militants et des cadres de l’Adéma-PASJ, il fonde en février 2001 le mouvement « Alternative 2002 » pour soutenir sa candidature à l’élection présidentielle, puis en juin le Rassemblement pour le Mali (RPM), dont il prend la présidence. Keïta Rokiatou N'Diaye est l'une des cofondatrices.
En 2002, à l’élection présidentielle, Ibrahim Boubacar Keïta arrive en troisième position avec 21,04 % des voix, derrière le candidat du parti au pouvoir Soumaïla Cissé et le futur président Amadou Toumani Touré.
Le RPM s’allie avec le Congrès national d’initiative démocratique (CNID) et le Mouvement patriotique pour le renouveau (MPR) au sein de la coalition « Espoir 2002 » qui est mise en place pour les élections législatives de 2002 et qui arrive en tête. À l’issue de ces élections, le RPM est la deuxième force politique du pays avec 45 députés. Son président Ibrahim Boubacar Keïta obtient la présidence de l’Assemblée nationale.
Le RPM obtient environ 13 % des voix aux élections communales du 30 mai 2004.

### 2007-2011
En 2007, pour l’élection présidentielle, le RPM soutient logiquement la candidature d’Ibrahim Boubacar Keïta face à Amadou Toumani Touré. Le RPM est à l’origine de la création du Front pour la Démocratie et la République (FDR), créé par 14 partis et deux associations politiques avec comme objectif de réussir l'alternance lors de l’élection présidentielle malienne de 2007. Le FDR est composé du RPM, du PARENA, de la CDS-Mogotiguiya, de la Concertation démocratique, COPP, du DPM, du Faso, du MPDD, du PARI, du PER, du PRDDM, du RDR, du RDT, du RJP. Les deux associations politiques sont Convergence 2007 de Soumeylou Boubèye Maïga et l’ADJ d’Abdoul Karim Traoré dit Diop.Le président sortant est réélu dès le premier tour dans une élection dont le déroulement est contesté par l’opposition, mais dont le résultat final est reconnue par cette dernière.
Le 26 juillet 2011, Ibrahim Boubacar Keïta est désigné candidat de ce parti à l’élection présidentielle malienne de 2012.

### Depuis 2020
Le parti est représenté au Conseil national de la transition, Mamadou Diarrassouba, ancien député du Rassemblement pour le Mali (RPM), y siège jusqu'au 23 octobre 2023.

## Résultats électoraux
| Année | Élection                           | Scores et observations                                                         |
| 2002  | Élection présidentielle            | Ibrahim Boubacar Keïta : 21,04 % (premier tour)                                |
| 2002  | Élections législatives             | 46 députés au sein de la coalition Espoir 2002                                 |
| 2004  | Élections communales               | 13 % des voix et 107 maires (sur 703), 1590 élus communaux (sur 10777)         |
| 2007  | Élection des conseillers nationaux | 8 conseillers (sur 75)                                                         |
| 2007  | Élection présidentielle            | Ibrahim Boubacar Keïta : 14,71 % (premier tour)                                |
| 2007  | Élections législatives             | 11 députés (sur 147)                                                           |
| 2009  | Élections communales               | 929 conseillers                                                                |
| 2013  | Élection présidentielle            | Ibrahim Boubacar Keïta : 39,79 % (premier tour), 77,61 % (second tour) : élu   |
| 2013  | Élections législatives             | 66 députés (sur 147)                                                           |
| 2018  | Élection présidentielle            | Ibrahim Boubacar Keïta : 41,70 % (premier tour), 67,17 % (second tour) : réélu |
| 2020  | Élections législatives             | 51 députés (sur 147)                                                           |